# Краковский, Сергей Викторович
Серге́й Ви́кторович Крако́вский (укр. Сергій Вікторович Краковський; род. 11 августа 1960, Николаев) — советский и украинский футболист, вратарь. Мастер спорта СССР (1978).

## Биография
Начал играть в николаевском «Судостроителе». В 1977—1980 годах был в киевском «Динамо», проведя за команду только один матч.
В 1980 году перешёл в днепропетровский «Днепр», в котором провёл бо́льшую часть карьеры.
В списках «33-х лучших футболистов СССР» 2 раза: № 3 — 1984 и 1985.
Провёл несколько матчей за молодёжную сборную СССР. Был включён в заявку сборной СССР на чемпионате мира по футболу 1986 г., но на поле не выходил.
В начале 1990-х уехал в Израиль. Игровую карьеру закончил в 1994 в житомирском «Химике».
С 1995 года тренировал клубы Украины и России. С конца 2007 года до января 2010 года — тренер вратарей в киевском «Динамо».

## Достижения

### Командные
«Днепр»
- Чемпион СССР (2): 1983, 1988
- Серебряный призёр чемпионата СССР (2): 1987, 1989
- Бронзовый призёр чемпионата СССР (2): 1984, 1985
- Обладатель Кубка Федерации футбола СССР: 1986
- Обладатель Кубка СССР 1988/89

### Личные
- В списке 33 лучших футболистов сезона в СССР: № 3 (1984, 1985)
- Мастер спорта СССР (1978)